# Repoblació forestal

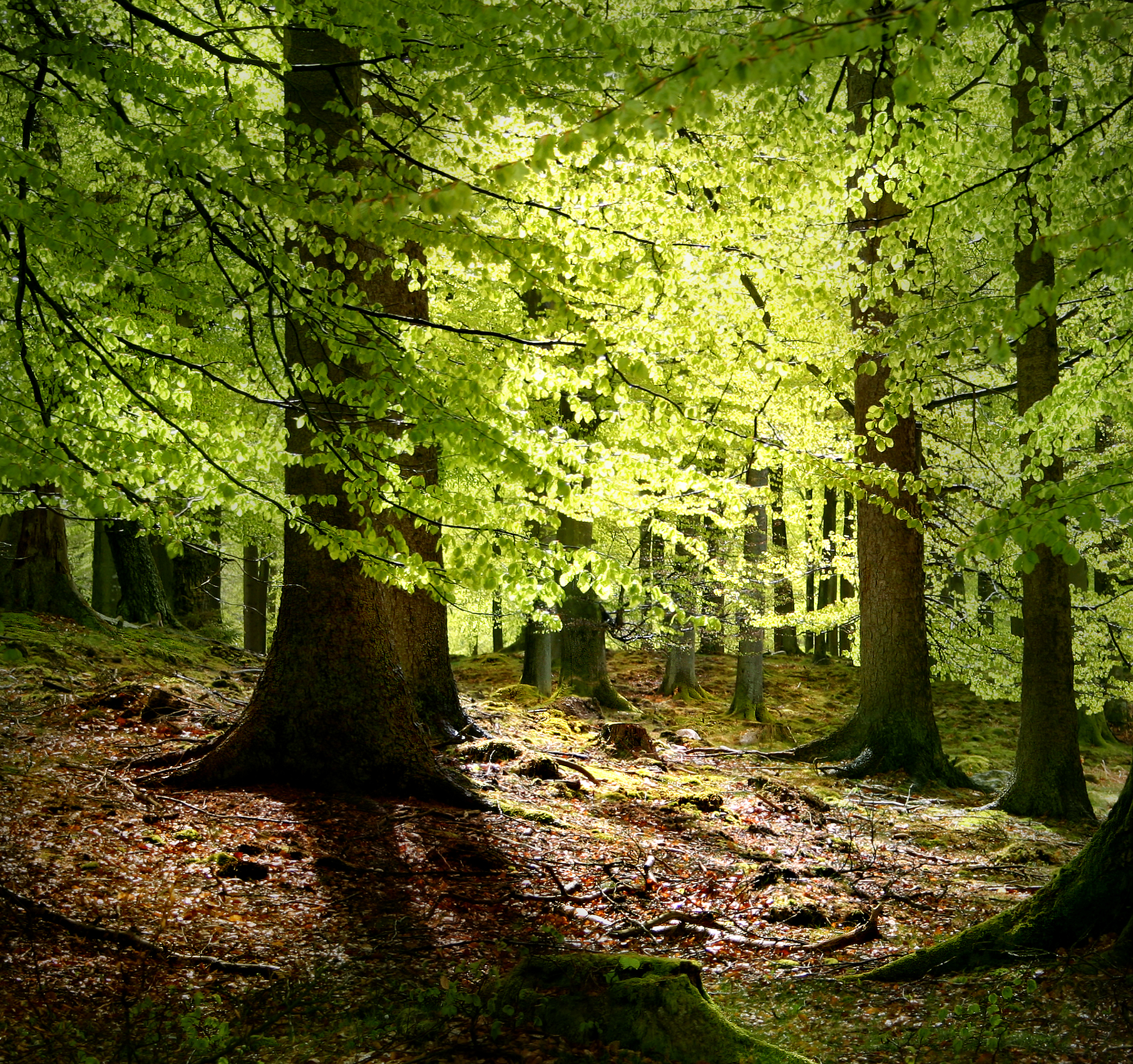
Un bosc madur de Dinamarca

La repoblació forestal o reforestació és una plantació d'arbres amb l'objectiu d'establir un bosc. En els casos dels llocs on mai no hi ha hagut un bosc (a l'escala humana del temps) o on fa molt de temps que no n'hi ha, en francès es fa servir la paraula aforestation afforestation. La regeneració espontània del bosc no es considera una repoblació forestal.

## Interessos
La reforestació és l'estudi i la pràctica de la gestió de les plantacions com recursos naturals renovables; està estretament relacionada amb la silvicultura. La repoblació forestal està generalment motivada per l'economia, la necessitat de fusta o la voluntat de restaurar el paisatge i darrerament per la capacitat de captació de carboni (CO₂) que tenen les masses forestals. Una important funció de la repoblació forestal ha estat protegir les conques de recepció dels embassaments per evitar que es colmatin ràpidament per fangs al·luvials, producte de l'erosió.

## Impactes
La repoblació ha de tenir en compte el clima de la zona a repoblar especialment la pluviometria, el règim pluviomètric, la temperatura i els vents. També s'han de tenir en compte aspectes com són la composició del sòl, la reacció àcida o bàsica que condicionen les espècies de plantes que s'hi poden implantar.
En zones mitjanament seques o semiàrides, o amb estacions contrastades (estius secs),si els arbres es planten de manera massa densa i de creixement ràpid (pollancres, eucaliptus per exemple), en el seu primer estadi de creixement l'embosquinament podrà limitar en part les inundacions i l'erosió, però també consumirà i evapotranspirarà molta aigua el que desseca els cursos d'aigua perquè els arbres en consumeixen i n'emmagatzemen molt als arrels.

## Història
Les repoblacions forestals i la cura dels boscos en general és una pràctica molt antiga. Ja els sumeris tallaven els boscos de cedres només en l'època més adequada pels arbres (l'hivern). A la Xina ja durant la dinastia Han es tenia cura de la silvicultura. A l'època medieval calia permisos per caçar al bosc que era sota control dels nobles i dels reis. Tanmateix el rei Alfons X de Castella es va queixar per escrit de la mala situació dels boscos del seu regne. Al segle xvi és quan van implantar-se les pràctiques de la silvicultura de manera generalitzada als estats d'Alemanya i el Japó. Típicament, el bosc va ser dividit en seccions específiques i cartografiat, l'extracció de fusta va ser planificada atenent a la regeneració.
A Anglaterra la pràctica d'establir plantacions d'arbres va ser promoguda per John Evelyn; A França el ministre de Lluís XIV, Jean-Baptiste Colbert va fer una plantació de roures a Tronçais per al futur dels vaixells de la marina francesa previst per a mitjan segle xix, però segons va observar dos segles després Fernand Braudel Colbert ho havia previst tot excepte la màquina de vapor. Les escoles de silvicultura es van establir a partir de 1825; la majoria a Alemanya i França.
Les lleis silvícoles a Europa occidental es promulgaren ja durant ell segle XX en resposta a polítiques de conservació i l'increment de capacitat tecnològica de les companyies fusteres.
A Espanya des de 1940 l'estat va intervenir massivament en la repoblació forestal primer pel Patrimoni Forestal de l'Estat i des de 1971 per l'ICONA. Anteriorment havien estat les Divisions hidrològico-Provincials les encarregades de fer les repoblacions. La degradació de la coberta vegetal a Espanya era en aquell moment màxima per la tallada del bosc i la sobrepastura. Les repoblacions forestals a Espanya es van fer més amb coníferes que no pas amb arbres de fulla ampla, però s'ha de tenir en compte que les coníferes acostumen a ser espècies pioneres que no són gaire exigents en la qualitat del sòl al contrari que els planifolis. Precisament els sòls on s'aforesta acostumen a estar molt degradats.